# Långborstdvärgfoting
Långborstdvärgfoting (Scutigerella palmonii) är en mångfotingart som beskrevs av Michelbacher 1942. Långborstdvärgfoting ingår i släktet norddvärgfotingar, och familjen snabbdvärgfotingar. Arten är reproducerande i Sverige. Inga underarter finns listade i Catalogue of Life.